# Hans Leussink

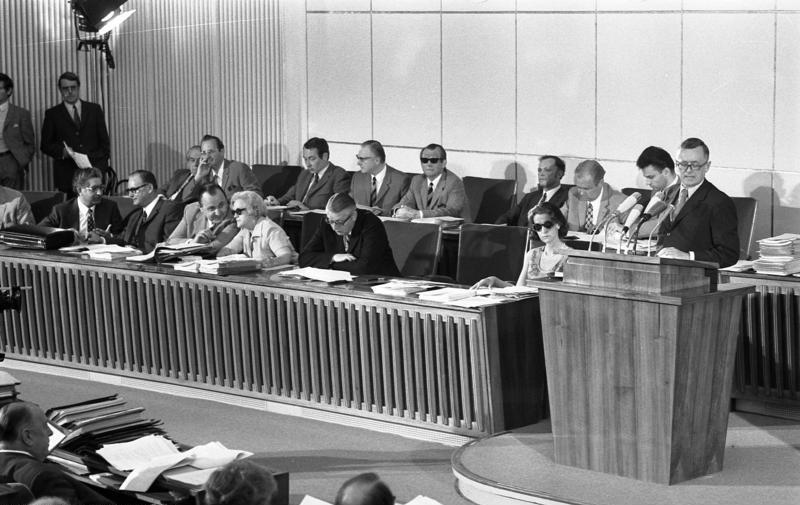
Hans Leussink im Bundesrat (sitzend zweiter von links)

Hans Leussink (* 2. Februar 1912 in Schüttorf; † 16. Februar 2008 in Karlsruhe) war ein deutscher Bauingenieur für Geotechnik, Hochschullehrer und Politiker. Er war von Oktober 1969 bis März 1972 parteiloser Bundesminister für Bildung und Wissenschaft.

## Ausbildung und Beruf
Nach dem Abitur 1930 absolvierte Leussink ein Studium des Bauingenieurwesens in Dresden, welches er als Diplom-Ingenieur beendete. Er arbeitete dann als wissenschaftlicher Assistent am Institut für Technische Mechanik an der Bergakademie Freiberg (Sachsen) bei Franz Kögler. 1939 wurde er Betriebsleiter am Erdbau-Institut an der Technischen Hochschule München. Am 7. Oktober 1937 beantragte er die Aufnahme in die NSDAP und wurde rückwirkend zum 1. Mai desselben Jahres aufgenommen (Mitgliedsnummer 4.804.923). 1941 wurde er mit der Arbeit Versuche mit geländegängigen Erdbaugeräten unter besonderer Berücksichtigung des Einflusses der Bodenart zum Dr.-Ing. promoviert. 1942 wurde er als Soldat eingezogen.
Nach dem Krieg leitete er von 1946 bis 1952 ein eigenes Architektur- und Ingenieurbüro in Schüttorf und Essen/Ruhr. Nach seiner Habilitation war er ab Oktober 1954 Professor für Grundbau, Tunnelbau und Baubetrieb an der Technischen Hochschule Karlsruhe, wo er das geotechnische Institut erheblich ausbaute und zu internationaler Geltung führte.
Von 1956 bis 1958 amtierte er als Dekan der Fakultät für Architektur und Bauingenieurwesen, von 1958 bis 1961 als Rektor der TH Karlsruhe. Er war von 1960 bis 1962 Präsident der Westdeutschen Rektorenkonferenz und 1962/63 Vorsitzender des Ausschusses für Forschung und Hochschulwesen des Europarats. Von 1962 bis 1969 gehörte er außerdem dem Wissenschaftsrat an, ab 1965 als dessen Vorsitzender.

## Öffentliche Ämter
Am 22. Oktober 1969 wurde er als Bundesminister für Bildung und Wissenschaft in das erste Kabinett von Bundeskanzler Willy Brandt berufen. Im Rahmen dieser Aufgabe leitete er 1970/71 die Bund-Länder-Kommission für Bildungsplanung. Er gehört zu den wenigen parteilosen Bundesministern in der Geschichte der Bundesrepublik Deutschland. Am 26. Januar 1972 trat er von diesem Amt zurück; sein Nachfolger wurde am 15. März 1972 Klaus von Dohnanyi. 
Ferner arbeitete Leussink in Aufsichtsgremien zahlreicher Institute, Stiftungen und Verbände mit, z. B. seit 1972 Senator der Max-Planck-Gesellschaft, ebenfalls seit 1972 Mitglied des Kuratoriums der Stiftung Volkswagenwerk, seit 1973 Mitglied, ab 1978 Vorsitzender des Kuratoriums der Deutsch-Britischen Stiftung für das Studium der Industriegesellschaft, ebenfalls seit 1973 Vorsitzender des Auswahlausschusses für das US-Senior-Scientists-Programm der Alexander-von-Humboldt-Stiftung, seit 1974 Vorsitzender des Kuratoriums des Max-Planck-Instituts für Kernphysik, seit 1975 Mitglied des Auswahlausschusses des John McCloy-Funds, seit 1976 Mitglied des Kuratoriums des Max-Planck-Instituts für Plasmaphysik.
Hans Leussink gehörte dem Kuratorium der Alfried Krupp von Bohlen und Halbach-Stiftung seit deren Errichtung im Jahre 1967 an und hatte von 1979 bis 2007 das Amt des stellvertretenden Vorsitzenden inne. Seitdem war er Ehrenmitglied des Kuratoriums. Er war zudem von 1967 bis 1969 und von 1972 bis 1998 Mitglied im Verwaltungsrat der Fried. Krupp GmbH und im Aufsichtsrat der Fried. Krupp AG Hoesch-Krupp.

## Besonderes
Kein ehemaliger Bundesminister erreichte ein höheres Lebensalter als Hans Leussink mit 96 Jahren und 14 Tagen, bis Helmut Schmidt dies am 6. Januar 2015 erreichte.
Leussink blieb bis zum Jahr 1998 der letzte parteilose Bundesminister. Dies änderte sich, als Werner Müller als Bundeswirtschaftsminister in das Kabinett Schröder I berufen wurde.

## Ehrungen und Auszeichnungen (Auswahl)
- Großes Verdienstkreuz des Verdienstordens der Bundesrepublik Deutschland (30. Dezember 1981)
- Ehrenmitglied des Kuratoriums der Alfried Krupp von Bohlen und Halbach-Stiftung, Essen (2007)
- Senator der Max-Planck-Gesellschaft (1972)
- Ehrensenator der Max-Planck-Gesellschaft (1984)
- Foreign Honorary Member of the American Academy of Arts and Sciences, Harvard/USA (1994)[7]